# Глогошница
Глогошница је насељено мјесто у Босни и Херцеговини у Општини Јабланица које административно припада Федерацији Босне и Херцеговине. Према попису становништва из 1991. у насељу је живјело 459 становника.

## Становништво
| Демографија | Демографија | Демографија |
| Година      | Становника  | Становника  |
| ----------- | ----------- | ----------- |
| 1991.       | 459         |             |